# Jerzy Świrski

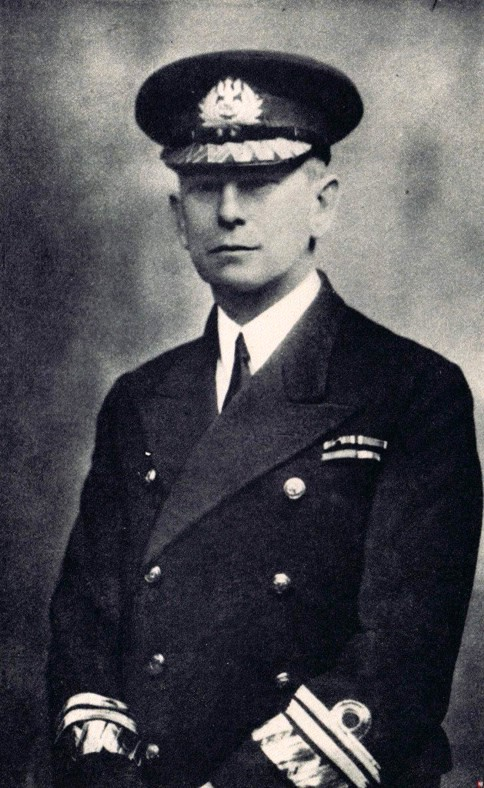
Jerzy Świrski

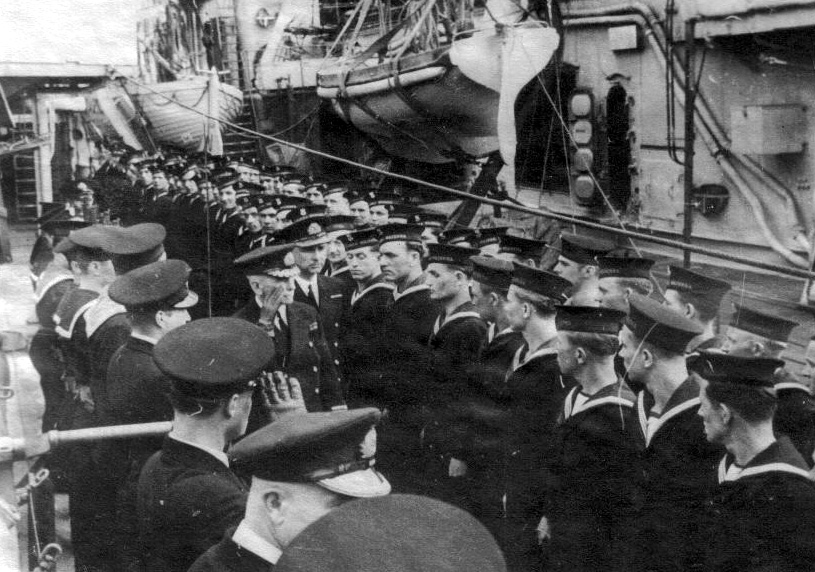
Wiceadmirał Świrski z załogą ORP "Piorun" po walce z pancernikiem "Bismarck"

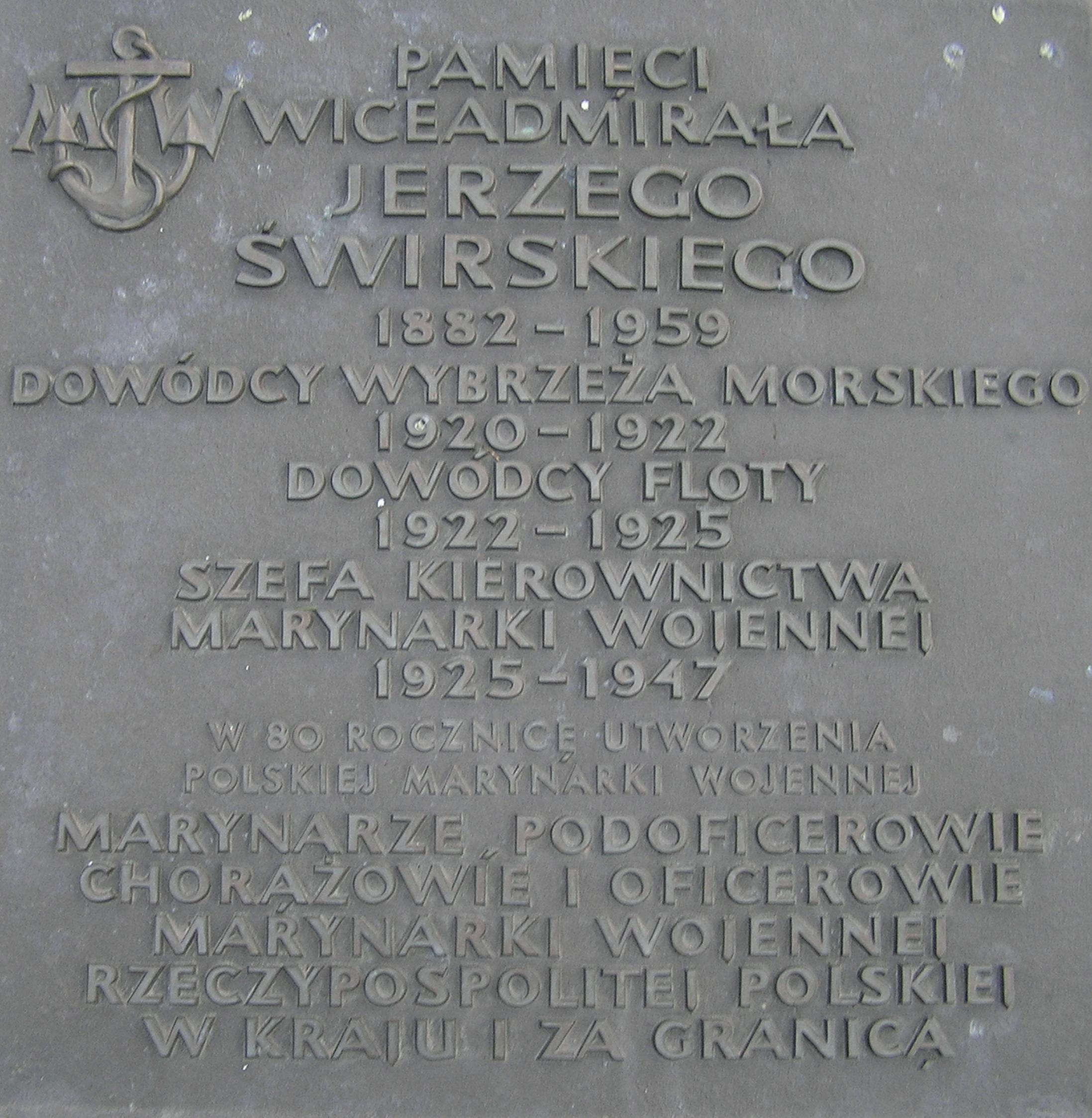
Tablica pamięci wiceadmirała Jerzego Świrskiego na Cmentarzu Marynarki Wojennej w Gdyni-Oksywiu

Jerzy Włodzimierz Świrski (ur. 5 kwietnia 1882 w Kaliszu, zm. 12 czerwca 1959 w Londynie) – oficer Floty Imperium Rosyjskiego, kontradmirał Marynarki Wojennej, szef Kierownictwa Marynarki Wojennej (1925–1947), wiceadmirał Marynarki Wojennej Polskich Sił Zbrojnych.

## Młodość
Urodził się 5 kwietnia 1882 w Kaliszu, w ówczesnym Królestwie Polskim. Jego ojciec Włodzimierz, pochodzący z kniaziowskiej rodziny h. Lis, był oficerem armii rosyjskiej, dowódcą piechoty fortecznej w Dęblinie. Matką była Celina z Wasiłowskich, córka Jerzego Wasiłowskiego, patrona kaliskiego Trybunału i Scholastyki z domu Turskiej (siostrą Celiny była Maria Konopnicka). Ukończył Korpus Kadetów w Moskwie. W latach 1889–1902 uczył się w Morskim Korpusie w Petersburgu Był również absolwentem kursu dla oficerów nawigatorów. W 1902 otrzymał promocję oficerską i jako miczman zasilił carską Marynarkę Wojenną. Początkowo był oficerem wachtowym i młodszym oficerem nawigacyjnym krążownika „Askold”. Służył następnie we Flocie Czarnomorskiej, od roku 1905 jako oficer wachtowy pancernika „Rostisław”, stawiacza min „Dunaj” i kanonierki „Doniec”. Następnie pływał jako oficer minowy i oficer nawigacyjny na stawiaczu min „Dunaj” oraz oficer nawigacyjny na krążowniku „Pamiat' Merkurija”. W 1908 roku na krótko został kierownikiem wyszkolenia stawiacza min „Kronsztadt”. W latach 1909–1911 był oficerem nawigacyjnym na krążowniku „Pamiat' Merkurija” (po raz drugi) i pancerniku „Jewstafij”. Potem służył jako oficer nawigacyjny Dywizjonu Torpedowców i dowódca torpedowca „Striemitielnyj”. W 1912 roku został flagowym oficerem nawigacyjnym Brygady Pancerników. Od 1914 był członkiem komisji ds. szkolnych we Flocie Czarnomorskiej.
Podczas I wojny światowej zajmował stanowisko oficera nawigacyjnego Floty Czarnomorskiej, gdzie w 1917 awansował do stopnia kapitana I rangi (komandora).
W roku 1918 został szefem Sztabu Morskiego i ministrem spraw morskich Ukraińskiej Republiki Ludowej. W tym samym roku otrzymał awans na kontradmirała Hetmanatu.

## W Polsce niepodległej
Jeszcze przed końcem wojny, w grudniu 1917 roku, nawiązał pierwsze kontakty z polskimi organizacjami, był aktywnym członkiem Domu Polskiego w Sewastopolu. Po upadku URL powrócił do Polski. Początkowo był dyrektorem Ligi Odrodzenia Marynarki Polskiej, a następnie wyjechał do Francji, gdzie udzielał się w Komitecie Narodowym Polskim.
20 maja 1919 roku został przyjęty do Wojska Polskiego i przydzielony z dniem 14 kwietnia 1919 roku do Departamentu dla Spraw Morskich w Warszawie na stanowisko szefa Sekcji Organizacyjnej. 10 lipca 1920 roku został zastępcą szefa Departamentu dla Spraw Morskich w Warszawie. W okresie od 6 sierpnia do 5 września 1920 roku pełnił obowiązki szefa departamentu. Od września 1920 roku był dowódcą Wybrzeża Morskiego w Pucku. 30 stycznia 1921 roku został zatwierdzony w stopniu pułkownika marynarki z dniem 1 kwietnia 1920 roku i 5. lokatą w Korpusie Morskim. 15 lutego 1921 roku stopień pułkownika marynarki został mu zmieniony na stopień komandora. 3 maja 1922 roku został zweryfikowany w stopniu komandora ze starszeństwem z 1 czerwca 1919 roku i 4. lokatą w Korpusie Morskim. 24 listopada 1922 roku Naczelnik Państwa i Naczelny Wódz zatwierdził go z dniem 1 stycznia 1922 roku na stanowisku dowódcy Floty i komodora z siedzibą w Pucku. 8 sierpnia 1924 roku przeniósł się wraz z Dowództwem Floty do Gdyni-Grabówka.
19 maja 1925 roku Prezydent RP Stanisław Wojciechowski zwolnił go ze stanowiska dowódcy Floty i mianował szefem Kierownictwa Marynarki Wojennej w Warszawie. 2 grudnia 1930 roku Prezydent Rzeczypospolitej Ignacy Mościcki nadał mu z dniem 1 stycznia 1931 roku stopień kontradmirała w korpusie oficerów marynarki wojennej i 1. lokatą. Jednocześnie zezwolił mu na nałożenie oznak nowego stopnia przed 1 stycznia 1931 roku.
W imieniu Skarbu Państwa podpisywał umowy na budowę niszczycieli, okrętów podwodnych i stawiacza min ORP "Gryf".

## II wojna światowa
5 września 1939 ewakuował wraz z Kierownictwem Marynarki Wojennej do Pińska, następnie przekroczył w  Kutach granicę polsko-rumuńską udając się do Francji, a następnie do  Wielkiej Brytanii. W tym samym roku podpisywał wraz z Wodzem Naczelnym, generałem broni Władysławem Sikorskim i ambasadorem Edwardem Raczyńskim umowę polsko-brytyjską. Generał Sikorski powierzył mu dalsze pełnienie funkcji szefa Kierownictwa Marynarki Wojennej.
W 1941, wkrótce po awansie na wiceadmirała, popadł w konflikt z generałem Sikorskim, który postanowił go odwołać. W konsekwencji posadę stracił także zastępca wiceadmirała Świrskiego komandor Karol Korytowski. Powodem tych dymisji był sposób prowadzenia polityki kadrowej i uposażeniowej w Marynarce Wojennej, a przede wszystkim dążenie admirała do większej samodzielności. Pretekstem stała się samobójcza śmierć dowódcy ORP "Wilk" i grupy okrętów podwodnych, komandora podporucznika Bogusława Krawczyka, który nie mógł pogodzić się z polityką kadrową admirała.
Na miejsce wiceadmirała Świrskiego powołano komandora Tadeusza Morgensterna-Podjazda, ale ostatecznie objął on funkcję zastępcy szefa Kierownictwa Marynarki Wojennej. Wiceadmirał Świrski pozostał na stanowisku, gdyż Admiralicja brytyjska nie widziała nikogo, kto mógłby go zastąpić. Lojalność wobec sojuszników przyniosła mu Order Łaźni. W październiku 1942 roku Morgenstern odszedł na własną prośbę, a na jego stanowisko powrócił Korytowski.
Po śmierci generała Sikorskiego adm. Świrski odzyskał dawną pozycję.

## Na obczyźnie
Po wojnie admirał Świrski nie powrócił do Polski i pozostał na emigracji. Zmarł 12 czerwca 1959 w Londynie; został pochowany na tamtejszym cmentarzu Brompton.
Był twórcą trzech planów rozwoju Polskiej Marynarki Wojennej: Głównych wytycznych dla sanacji Marynarki Wojennej (1925), koncepcji funkcjonowania PMW w oparciu o bazy brytyjskie (1939) oraz Rozwoju Marynarki Wojennej po wojnie (1943).

## Upamiętnienie
W 1983 w kościele św. Michała Archanioła w Gdyni odsłonięto tablicę jego pamięci. W osiemdziesiątą rocznicę utworzenia Marynarki Wojennej odsłonięto podobną tablicę na Cmentarzu Marynarki Wojennej w Gdyni.
W 1992 został wybity medal z podobizną wiceadm. Jerzego Świrskiego o treści Obrona konwojów atlantyckich 1942–1992, wydany przez Mennicę Państwową, a zaprojektowany przez Annę Tchórzewską.

## Awanse
- miczman (podporucznik marynarki) – 1902 (Imperium Rosyjskie)
- lejtnant (porucznik marynarki) – 1905 (Imperium Rosyjskie)
- starszy lejtnant (kapitan marynarki) – 1912 (Imperium Rosyjskie)
- kapitan II rangi (komandor porucznik) – 1914 (Imperium Rosyjskie)
- kapitan I rangi (komandor) – 1917 (Imperium Rosyjskie)
- kontradmirał – 1918 (URL, niezweryfikowany)
- pułkownik marynarki – 30 stycznia 1921 zatwierdzony z dniem 1 kwietnia 1920
- komandor – 15 lutego 1921, zweryfikowany 3 maja 1922 ze starszeństwem z 1 czerwca 1919 (Polska)
- kontradmirał – 2 grudnia 1930 roku ze starszeństwem z 1 stycznia 1931 i 1. lokatą (Polska)
- wiceadmirał – 1941 (Polska)

## Ordery i odznaczenia
- Wielka Wstęga Orderu Odrodzenia Polski (28 czerwca 1957)[18]
- Krzyż Komandorski Orderu Odrodzenia Polski (11 listopada 1936)[19][20]
- Krzyż Oficerski Orderu Odrodzenia Polski (2 maja 1922)[21][22][23][24]
- Złoty Krzyż Zasługi (18 marca 1933)[25]
- Medal Pamiątkowy za Wojnę 1918–1921[21]
- Medal Dziesięciolecia Odzyskanej Niepodległości[21]
- Order św. Anny II i III klasy z mieczami (Rosja)[22]
- Order św. Stanisława II i III klasy z mieczami (Rosja)[22]
- Order św. Włodzimierza IV klasy z mieczami (Rosja)[22]
- Order Krzyża Wolności (Finlandia)
- Komandor Orderu Białej Róży (Finlandia)[1]
- Komandor z Gwiazdą Orderu Łaźni (Wielka Brytania)[26][22]
- Krzyż Wielki Orderu Miecza (Szwecja, zezwolenie w 1934)[27][21][22]
- Wielki Oficer Orderu Trzech Gwiazd (Łotwa, 1934)[28]
- Wielki Oficer Orderu Legii Honorowej (Francja)[21][22][29]
- Komandor Orderu Legii Honorowej (Francja)[21][22]
- Oficer Orderu Legii Honorowej (Francja, 1914)[1]
- Kawaler Orderu Legii Honorowej (Francja)[22]
- Order Zasługi Morskiej (Francja, 1931)[30]
- Medal Zwycięstwa (międzysojuszniczy)[31][21]